# RS-462
Pour les articles homonymes, voir Route 462.
La RS 462 est une route locale du Nord-Est de l'État du Rio Grande do Sul, qui relie la BR-285, sur le territoire de la municipalité de Caseiro, à la commune de Muliterno. Elle dessert ces deux seules villes, et est longue de 14 km. Son état est inégal.